# Card's Harbour
Card's Harbour est une localité de Terre-Neuve-et-Labrador au Canada. Elle est située sur la route 380.